# مطبخ بورمي
يشمل المطبخ البورمي تقاليد الطهي الإقليمية المتنوعة لميانمار، والتي تطورت من خلال الممارسات الزراعية الطويلة الأمد، وقرون من التغيير الاجتماعي والسياسي والاقتصادي، والتواصل بين الثقافات والتجارة مع البلدان المجاورة عند ملتقى جنوب شرق آسيا وشرق آسيا وجنوب آسيا. مثل دول العصر الحديث مثل تايلاند والصين والهند على التوالي.

## نبذة عامة
يتميز المطبخ البورمي بمجموعة واسعة من الأطباق، بما في ذلك الكاري واليخنات البورمية التقليدية، والسلطات البورمية، مصحوبة بالحساء ومزيج من الخضار التي تُتناول تقليديًا مع الأرز الأبيض. يتميز الكاري البورمي عمومًا عن الكاري في جنوب شرق آسيا باستخدام الأول البارز لثلاثي عطري من الثوم والكراث والزنجبيل (بالاشتراك مع الكاري في جنوب آسيا)، والنقص العام في حليب جوز الهند.
يتميز أيضًا بالخبز الهندي بالإضافة إلى المعكرونة المقلية أو المحضرة في السلطات وحساء المعكرونة، وأهمها موهينغا. كما ساهمت ثقافة أكل الشارع والوجبات الخفيفة في تعزيز التنوع الوافر من الفطائر البورمية التقليدية والوجبات الخفيفة اللذيذة والحلوة الحديثة المصنفة تحت مظلة مونت.
يعبر عن النكهة المتناقضة للمطبخ البورمي على نطاق واسع في عبارة تشين نجان سات (ချဉ်ငန်စပ်)، والتي تعني حرفيًا «الحامض، المالح، والحار.» قافية بورمية شعبية - «من بين جميع الفاكهة، المانجو هو الأفضل. ومن بين جميع اللحوم لحم الخنزير هو الأفضل؛ ومن بين جميع الخضروات اللحمت (أوراق الشاي هي) الأفضل» - تلخص المفضلة التقليدية.

## التاريخ
الأرز هو العنصر الرئيسي في المطبخ البورمي، مما يعكس عدة آلاف السنين من زراعة الأرز، والتي ظهرت لأول مرة في وديان أنهار تشيندوين وأيياروادي وسالوين في البلاد بين 11000 و5000 قبل الميلاد. بحلول عام 3000 قبل الميلاد، ازدهرت زراعة الأرز المروية في المنطقة، بالتوازي مع تدجين السكان للماشية والخنازير.
بالإضافة إلى الأرز، نشأ الشاي في المناطق الحدودية التي تفصل ميانمار عن الصين، مما عجل بتقليد طويل الأمد لاستهلاك الشاي وتطوير الشاي المخلل المعروف باسم لافيت، والذي لا يزال يلعب دورًا محوريًا في ثقافة الطقوس البورمية. ينعكس هذا التاريخ الطويل في اللغة البورمية، والتي تعد من بين لغات العالم القليلة التي لا ترجع كلمتها «الشاي» اشتقاقيًا إلى الكلمة الصينية التي تعني «الشاي».
قاد تسوية المستوطنات الزراعية أسلاف المجموعات العرقية اللغوية الحديثة في ميانمار. ومن هذه المستوطنات ظهرت سلسلة من الممالك الناطقة باللغة البورمية ومون وشان والراخين والدول الرافدة التي تشكل الآن ميانمار المعاصرة. لا تزال زراعة الأرز غير المقشور مرادفة لشعوب بامار ومون وشان وراخين ذات الأغلبية البوذية الذين يسكنون الأراضي المنخفضة والهضاب الخصبة في البلاد.
أثرى المطبخ البورمي بشكل كبير من خلال الاتصال والتجارة مع الممالك والبلدان المجاورة في العصر الحديث. أدخل التبادل الكولومبي في القرنين الخامس عشر والسادس عشر المكونات الرئيسية في ذخيرة الطهي البورمية، بما في ذلك الطماطم والفلفل الحار والفول السوداني والبطاطس. أدت سلسلة من الحروب البورمية السيامية بين القرنين السادس عشر والتاسع عشر إلى ظهور المأكولات التايلاندية الشهية، بما في ذلك خانون دوك، وشوي يين آي، ومونت ليت هاسونج، ويودايا مونت دي.
في حين أن حفظ سجلات تقاليد الطهي ما قبل الاستعمار ضئيل، إلا أن الطعام كان ولا يزال متشابكًا بشكل عميق مع الحياة الدينية، خاصة بين المجتمعات البوذية، والتي تتمثل في تقديم الصدقات الغذائية (دانا)، والأعياد الجماعية التي تسمى ساتوديثا وأهلو بو (အလှူပွဲ). . أحد كتب الطبخ القليلة المتبقية قبل الاستعمار هو Sadawhset Kyan (စားတော်ဆက်ကျမ်း، أشعل.   «دراسة عن الأطعمة الملكية»)، مكتوب على مخطوطة سعف النخيل في عام 1866 خلال عهد أسرة كونباونغ. بحلول عهد أسرة كونباونغ (من القرن السادس عشر إلى القرن التاسع عشر)، لعبت الاستعدادات المتقنة للطعام دورًا مركزيًا في احتفالات البلاط الرئيسية (على سبيل المثال، مراسم التسمية، واحتفالات الزفاف، وما إلى ذلك)، بما في ذلك تقديم القرابين الطقسية للآلهة الهندوسية والسكان الأصليين، وكوجبات احتفالية. للحاضرين. بحلول فترة كونباونغ، زُرع 126 نوعًا مختلفًا من الأرز في البلاد.
أدى الحكم البريطاني في بورما بين القرنين التاسع عشر والعشرين إلى إنشاء مجتمعات هندية بورمية وصينية بورمية قدمت تقنيات طهي جديدة ومكونات ومفردات غذائية وأطباقًا مدمجة تعتبر الآن جزءًا لا يتجزأ من المطبخ البورمي. تتراوح هذه من الخبز الهندي مثل النان والبراتا إلى تقنيات القلي الصينية والمكونات مثل التوفو وصلصة الصويا.

## الآداب والعادات

### تناول الطعام

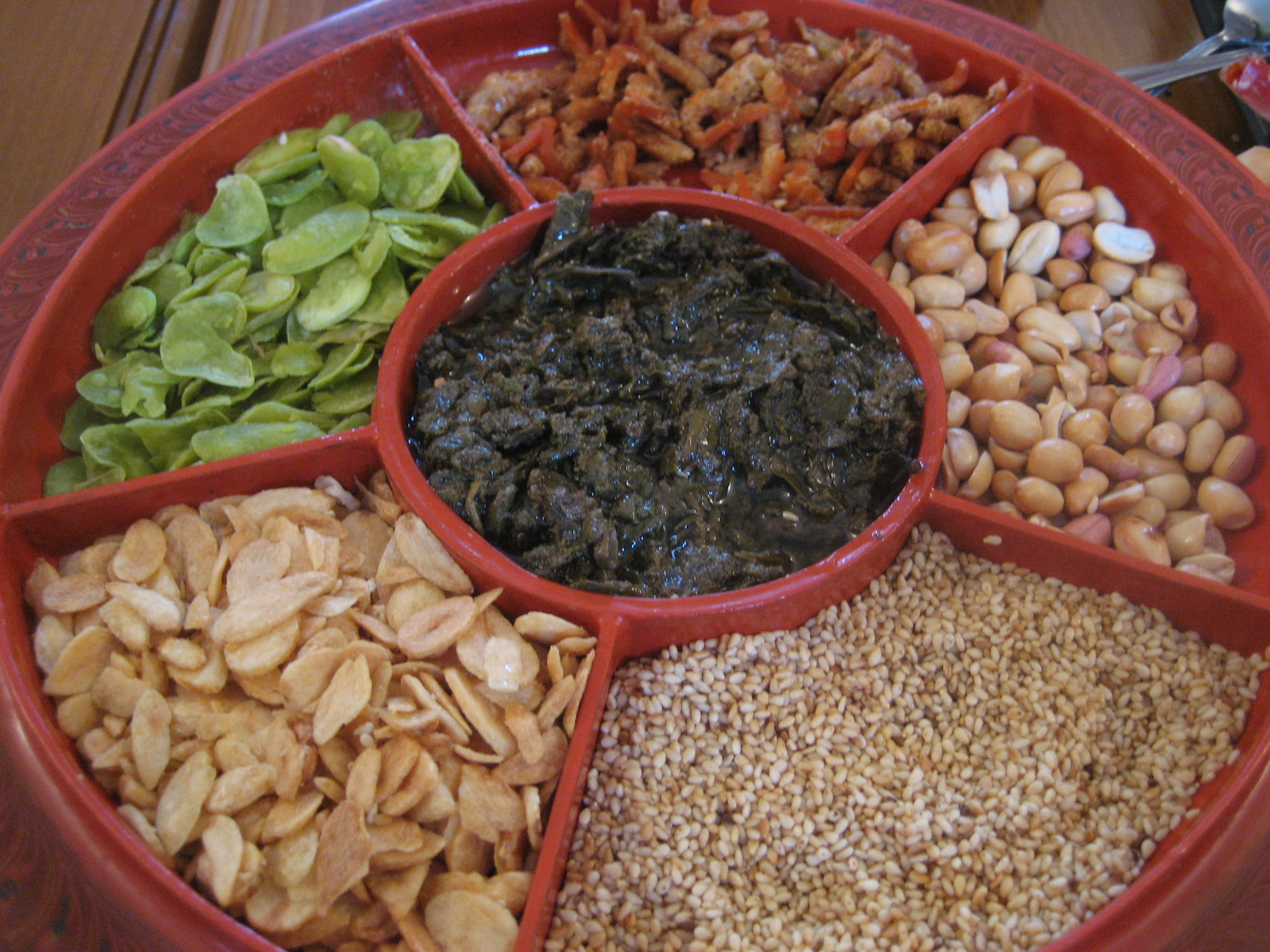
لافيت، يقدم في صينية ورنيش تقليدية تسمى لافيت أوك.

يتناول البورميون تقليديًا، وجبات الطعام من أطباق على طاولة منخفضة أو دونجلان، أثناء الجلوس على حصيرة من الخيزران. تقدم الأطباق ومشاركتها في وقت واحد. تشمل الوجبة التقليدية الأرز الأبيض المطهو على البخار كطبق رئيسي مصحوب بالكاري البورمي، وحساء خفيف أو كونسوميه، وأطباق جانبية أخرى، بما في ذلك الخضروات المقلية، والفطائر البورمية، ونجابي ياي جيو (ငါးပိရည်ကျို)، وهو طبق من الخضار الطازجة والمبيضة. مع غموس السمك المخلل. تُختتم الوجبة بعد ذلك بقطعة من سكر النخيل أو اللافت (أوراق الشاي المخمرة).
من باب الاحترام، يقدم دائمًا الطعام لكبار السن أولاً قبل أن ينضم إليهم الآخرون؛ حتى في حالة غياب كبار السن، تُغرف اللقمة الأولى من الأرز وتوضع جانبًا احترامًا للوالدين، وهي عادة تُعرف باسم يو تشا (ဦးချ، «الخدمة الأولى»).
يأكل البورميون تقليديًا بيدهم اليمنى، ويشكلون الأرز إلى كرة صغيرة بأطراف الأصابع فقط ويخلطونها مع فتات مختلفة قبل أن يضعوها في أفواههم. تستخدم عيدان تناول الطعام والملاعق ذات الطريقة الصينية في أطباق المعكرونة، على الرغم من أنه من المرجح أن تُتناول سلطات المعكرونة بملعقة فقط. اكتسبت الأواني ذات النمط الغربي، وخاصة الشوك والسكاكين، رواجًا في السنوات الأخيرة.
في المطاعم البورمية التقليدية، يقدم الشاي الأخضر والعديد من الأطباق الجانبية مجانًا إلى جانب الأطباق الرئيسية والأرز.

### الممارسات الدينية
يؤثر التركيب الديني المتنوع في البلاد على مطبخها، حيث يتجنب البوذيون والهندوس تقليديًا لحم البقر ولحم الخنزير المسلم. يعتبر لحوم البقر من المحرمات بالنسبة للبوذيين والمزارعين المتدينين لأن البقرة تحظى بتقدير كبير باعتبارها حيوانًا ثقيلًا. يمارس البوذيون النظام النباتي بشكل شائع خلال فترة فاسا (ဝါတွင်း) التي تستمر ثلاثة أشهر بين يوليو وأكتوبر، وكذلك خلال أيام أوبوساتا، وهو ما ينعكس في الكلمة البورمية التي تعني «نباتي»، والتي تعني لوت (သက်သတ်လွတ်، «خالية من القتل»). خلال هذا الوقت، يلتزم البوذيون المتدينون بثمانية مبادئ أو أكثر، بما في ذلك قواعد الصيام التي تقيد تناول الطعام بوجبتين يوميًا (أي الإفطار والغداء) يُتناولان قبل الظهر.

### لحم البقر من المحرمات
ينتشر حظر لحوم البقر على نطاق واسع إلى حد ما في ميانمار، وخاصة في المجتمع البوذي. في ميانمار، يُحصل على لحوم البقر عادةً من الماشية التي تُذبح في نهاية حياتها العملية (16 عامًا) أو من الحيوانات المريضة. نادراً ما تُربى الماشية من أجل اللحوم؛ يُستخدم 58% من الماشية في البلاد لتوليد الطاقة من حيوانات الجر. قليل من الناس يأكلون لحم البقر، وهناك كراهية عامة للحوم البقر (خاصة بين البامار والصينيين البورميين)، على الرغم من أنها تؤكل بشكل أكثر شيوعًا في المأكولات الإقليمية، وخاصة تلك الخاصة بالأقليات العرقية مثل كاشين. البوذيون، عند التخلي عن اللحوم خلال الأيام البوذية (فاسا) أو أوبوساتا، سوف يتخلون عن لحوم البقر أولاً. ويميل الجزارون إلى الإسلام بسبب عقيدة أهمسا البوذية (لا ضرر ولا ضرار).
خلال آخر أسرة حكمت البلاد، أسرة كونباونج، كان الاستهلاك المعتاد للحوم البقر يعاقب عليه بالجلد العلني. في عام 1885، كتب ليدي ساياداو، وهو راهب بوذي بارز، Nwa-myitta-sa (နှားမတ်ေတာစာ)، وهي رسالة نثرية شعرية جادلت بأن البوذيين البورميين لا يجب أن يقتلوا الماشية ويأكلوا لحوم البقر، لأن المزارعين البورميين اعتمدوا عليها كحيوانات عبء للحفاظ عليها. معيشتهم، أن هدد تسويق لحوم البقر للاستهلاك البشري بانقراض الجاموس والماشية، وأن هذه الممارسة غير سليمة بيئيًا. وبعد ذلك قاد حملة مقاطعة لحوم البقر الناجحة خلال الحقبة الاستعمارية، وأثر على جيل من القوميين البورميين في تبني هذا الموقف.
أصدر البرلمان البورمي في 29 أغسطس 1961، قانون تعزيز دين الدولة لعام 1961، والذي يحظر صراحة ذبح الماشية في جميع أنحاء البلاد (أصبح لحم البقر معروفًا باسم تودو ثا (တိုးတိုးသား)؛ «لحم الصمت»). وكان يتعين على الجماعات الدينية، مثل المسلمين، التقدم بطلب للحصول على تراخيص إعفاء لذبح الماشية في الأعياد الدينية. ألغي هذا الحظر بعد عام، بعد أن قاد ني وين انقلابًا وأعلن الأحكام العرفية في البلاد.

### نظريات الطعام
تنقسم الأطعمة في الطب البورمي التقليدي إلى فئتين: التدفئة (အပူစာ، apu za) أو التبريد (အအေးစာ، a-aye za)، بناءً على تأثيرها على نظام الجسم، على غرار التصنيف الصيني للأغذية. تشمل أمثلة الأطعمة الساخنة الدجاج، والبطيخ المر، والدوريان، والمانجو، والشوكولاتة، والآيس كريم. تشمل أمثلة الأطعمة المبردة لحم الخنزير والباذنجان ومنتجات الألبان والخيار والفجل.
يحمل البورميون أيضًا العديد من المحرمات والخرافات المتعلقة بالاستهلاك خلال مناسبات مختلفة في حياة الفرد، وخاصة الحمل. على سبيل المثال، لا يُفترض أن تتناول النساء الحوامل الفلفل الحار، لاعتقادهن بأنه يتسبب في ظهور شعر متفرق في فروة رأس الأطفال.

## المأكولات الإقليمية

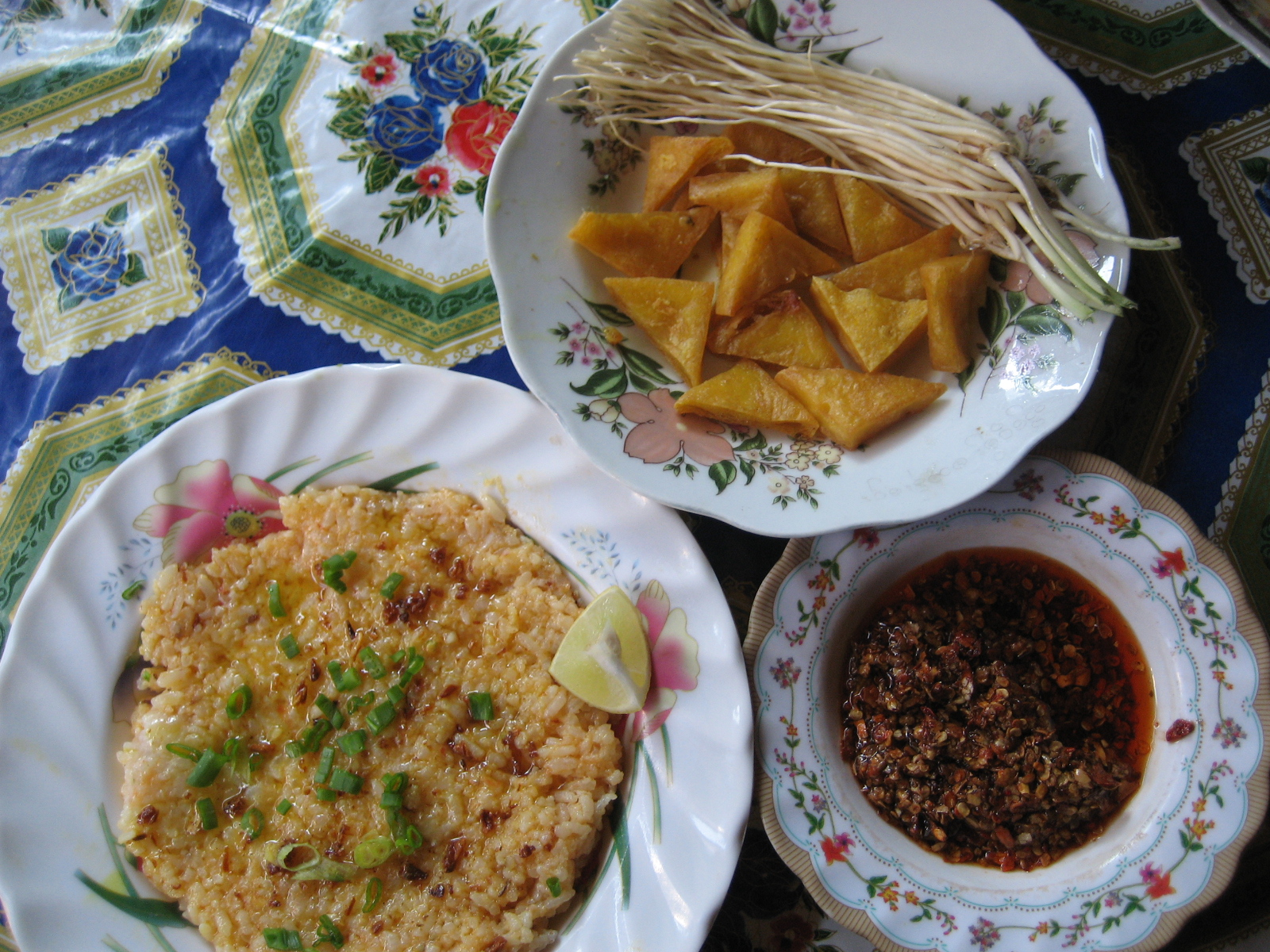
هتامين جين، الأرز «المخمر» الممزوج بالسمك و/أو البطاطس مع توفو شان المقلي مرتين، هو طبق محلي شهير في بحيرة إينلي.

ينقسم المطبخ البورمي بشكل عام، بين تقاليد الطهي في ميانمار العليا، وهي داخلية وغير ساحلية؛ وميانمار السفلى، والتي تحيط بها العديد من الأنهار ودلتا الأنهار وبحر أندامان. تعتمد الاختلافات بين المأكولات الإقليمية إلى حد كبير على توافر المكونات الطازجة. قدم ساحل ميانمار الطويل مصدرًا وفيرًا للمأكولات البحرية الطازجة، والتي ترتبط بشكل خاص بمطبخ راخين. جنوب ميانمار، وخاصة المنطقة المحيطة بـ ماولاميين، معروفة بمطبخها، كما يقول المثل البورمي: «ماندالاي للبلاغة، يانغون للتفاخر، ماولاميين للطعام».
يستخدم المطبخ في ميانمار السفلى، بما في ذلك يانغون وماولاميانغ، على نطاق واسع الأسماك والمنتجات البحرية مثل صلصة السمك و نغابي (المأكولات البحرية المخمرة). يميل المطبخ في ميانمار العليا، بما في ذلك معقل بامار (مناطق ماندالاي وماغواي وساغاينغ)، وولاية شان، وولايات كاشين، إلى استخدام المزيد من اللحوم والدواجن والبقول والفاصوليا. يختلف مستوى التوابل واستخدام الأعشاب الطازجة حسب المنطقة؛ غالبًا ما يستخدم كاري كاشين وشان المزيد من الأعشاب الطازجة.

## الأطباق والمكونات
يشتمل المطبخ البورمي على العديد من المكونات المحلية التي استخدمت بشكل أقل في مطابخ جنوب شرق آسيا الأخرى، من بينها أوراق الكركديه الحامضة، وأوراق نبات النعناع القابض، والماعز، ولحم الضأن، والفاصوليا المجففة والعدس.
نظرًا لعدم وجود نظام موحد للحروف اللاتينية للغة البورمية المنطوقة، يتم توفير نطق الأطباق التالية باللغة البورمية القياسية الحديثة التقريبية باستخدام IPA.

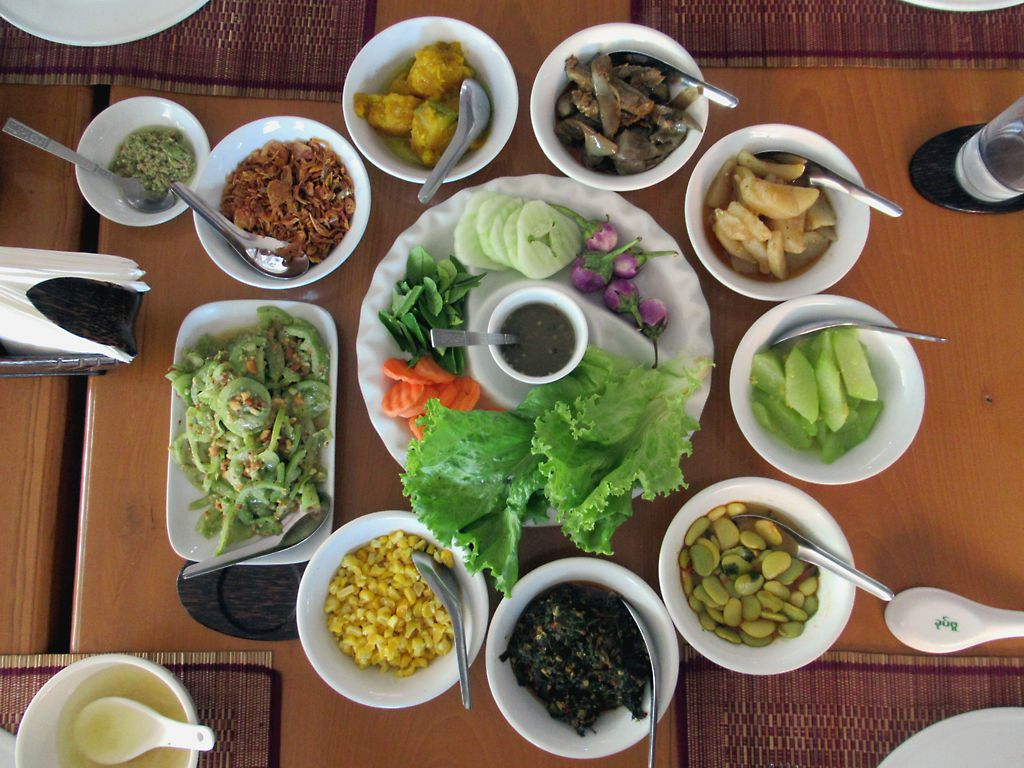
طبق نغابي ياي جيو محاط بمجموعة متنوعة من الأطباق الجانبية البورمية التقليدية.

### الأطعمة المحفوظة
ميانمار هي واحدة من البلدان القليلة جدًا التي لا يُشرب فيها الشاي فحسب، بل يُتناول على شكل لاهبيت، وهو شاي مخلل يقدم مع مرافقات مختلفة. تعود ممارسة تناول تمر الشاي في ميانمار الحديثة إلى عصور ما قبل التاريخ، مما يعكس إرث القبائل الأصلية التي كانت تخلل وتخمر أوراق الشاي داخل أنابيب الخيزران وسلال الخيزران وأوراق الموز والأواني. تزرع أوراق الشاي بشكل تقليدي من قبل شعب بالونج. تستمر أوراق الشاي المخللة في لعب دور مهم في الثقافة البورمية اليوم. نغابي (ငါးပိ)، وهو معجون مخمر مصنوع من السمك المملح أو الجمبري، يعتبر حجر الزاوية في أي وجبة بورمية تقليدية. استخدم لتتبيل العديد من الحساء والسلطات والكاري والأطباق والتوابل، مما يضفي نكهة أومامي غنية. لا يحتوي نجابي في ولاية راخين على الملح أو يحتوي على القليل منه، ويستخدم الأسماك البحرية. وفي الوقت نفسه، يعد نجابي المصنوع من أسماك المياه العذبة أمرًا شائعًا في منطقتي أيياروادي وتانينثاري. Ngapi yay (ငါးပိရည်) هو جزء أساسي من مطبخ كارين وبامار، حيث تقدم صلصة نغابي المطبوخة في مختلف الخضروات والتوابل مع الخضار الطازجة والمقشرة، على غرار التايلاندية نام فريك، ولالاب الإندونيسي، والملايو أولام. السمك المخلل، المسمى نجاشين، يستخدم أيضًا في الطبخ البورمي.
يستخدم مطبخ شان تقليديًا الفاصوليا المخمرة التي تسمى pè ngapi (ပဲငါးပိ؛ «bean ngapi»)، بدلاً من ngapi، لنقل أومامي. تستخدم رقائق نغابي الفاصوليا المجففة (ပဲပုပ်؛ «الفاصوليا الفاسدة») كتوابل لمختلف أطباق شان.

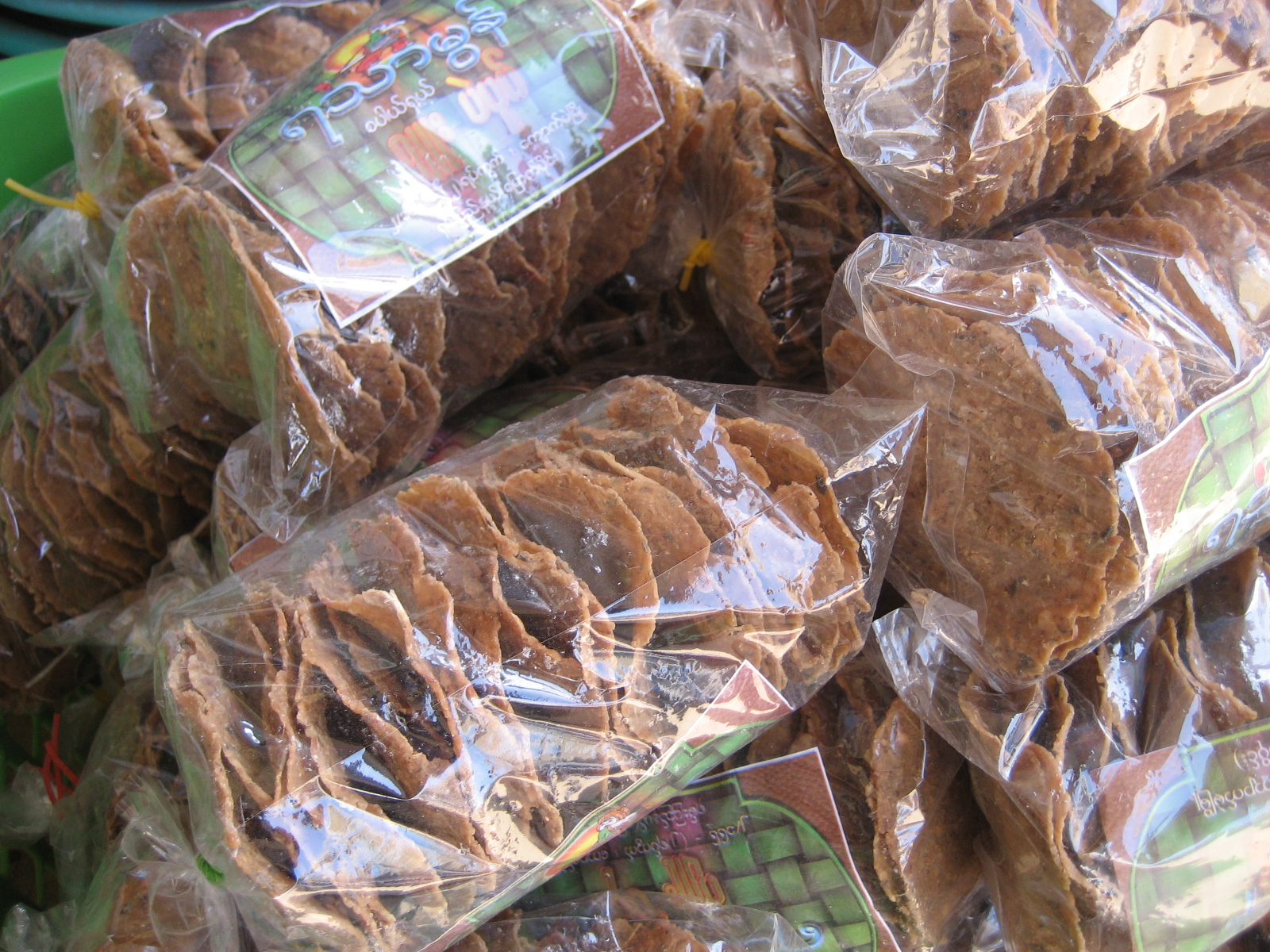
كعك الفاصوليا المتخمرة المجففة التي تسمى بي بوك تُشوى أو تُقلى في طبخ شان.

بون يي غي (ပုံးရည်ကြီး)، عجينة سوداء مالحة سميكة مصنوعة من الفاصوليا المخمرة، تحظى بشعبية كبيرة في قلب بامار. يستخدم
في الطبخ، وخاصة مع لحم الخنزير، وكسلطة مع زيت الفول السوداني والبصل المفروم والفلفل الأحمر. باغان هو منتج مهم لبون يي جي.
يتميز المطبخ البورمي أيضًا بمجموعة واسعة من الخضار والفواكه المخللة المحفوظة في الزيت والتوابل، أو في محلول ملحي ونبيذ الأرز. السابق، يسمى ثانات (သနပ်)، يشبه مخللات جنوب آسيا، بما في ذلك مخلل المانجو. تسمى الأخيرة شينبات (ချဉ်ဖတ်)، وتشمل المخللات مثل موهنين جين.

### الرز
العنصر الأساسي الأكثر شيوعًا في ميانمار هو الأرز المطهو على البخار، والذي يسمى هتامين (ထမင်း). عادةً ما تكون أصناف الأرز البورمية أكثر نشويًا من أرز الياسمين أو أرز البسمتي. تحظى الأنواع العطرية العطرية من الأرز الأبيض، بما في ذلك باو حسن هموي (ပေါ်ဆန်းမွှေး)، بشعبية كبيرة. أصناف منخفضة الأميلوز من الأرز اللزج، والتي تسمى كاوك هنيين (ကောက်ညှင်း)، تظهر أيضًا في المطبخ البورمي، بما في ذلك مجموعة أرجوانية تسمى ngacheik (ငချိပ်). يفضل المستهلكون في المرتفعات الشمالية (على سبيل المثال، ولاية شان) الأصناف الأكثر لزوجة والأميلوز الأقل مثل كاوك هنين وكاوك سي، بينما يفضل المستهلكون في مناطق الدلتا السفلى الأصناف ذات الأميلوز الأعلى مثل كاوك تشاو وكاوك كيان. تُستخدم أصناف الأرز ذات نسبة الأميلوز المنخفضة بشكل شائع في الوجبات الخفيفة البورمية التقليدية التي تسمى مونت. في حين يتم تناول الأرز تقليديًا بشكل عادي، إلا أن الإصدارات المنكهة مثل الأرز بالزبدة وأرز جوز الهند تعتبر من الأطعمة الأساسية الشائعة في الأعياد.
- هتامين جياو (ထမင်းကြော် [tʰəmɪ́ɴ dʒɔ̀]) - أرز مقلي مع البازلاء المسلوقة، وأحيانًا مع اللحم والنقانق والبيض.[40]ماندالاي ميشاي، يقدم مع مرق هينغيو الرقيق.

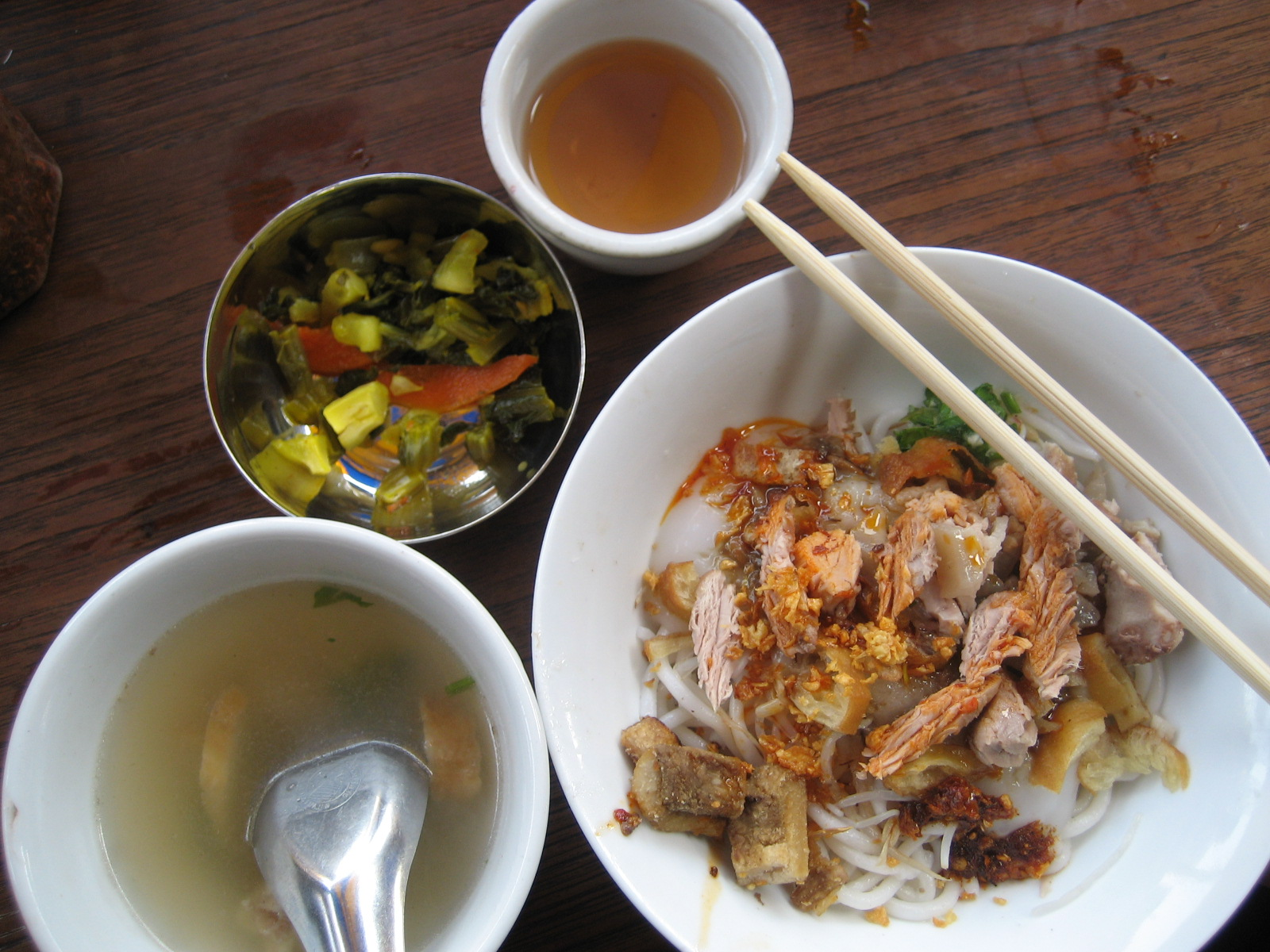
ماندالاي ميشاي، يقدم مع مرق هينغيو الرقيق.

- سان بيوك (ဆန်ပြုတ် [sʰàɴbjoʊʔ]) - غالبًا ما يتم تقديم طبق الأرز مع السمك أو الدجاج أو البط للمعاقين.
- دانبوك (ဒံပေါက် [dàɴbaʊʔ]، من الفارسية دوم بوخت) - برياني على الطريقة البورمية مع الدجاج أو لحم الضأن يقدم مع مخلل المانجو، وسلطة طازجة من شرائح البصل، والملفوف، وشرائح الخيار، والليمون المخمر والليمون، والفلفل الحار المجفف المقلي، و الحساء[41][42]
- هتامين جين (ထမင်းချဉ်‌ [tʰəmíɴ dʒɪ̀ɴ]) - سلطة أرز وطماطم وبطاطس أو سمك تعجن في كرات مستديرة مزينة بالبصل المقلي المقرمش في الزيت وصلصة التمر الهندي والكزبرة والبصل الأخضر غالبًا مع الثوم وجذور الثوم المعمر الصيني المقلية فلفل حار مجفف كامل، مشوي مجفف كعك الفاصوليا المخمرة (بي بوك) والتوفو المجفف المقلي (توهو جياوك كياو) على الجانب[43]
- أرز ثينجيان (သင်္ကြန်ထမင်း [ðədʒàɴ tʰəmɪ́ɴ]) - أرز مسلوق بالكامل في ماء مذاب على شكل شمعة يقدم مع مخلل خوخ ماريان[44]

### الشعرية
يستخدم المطبخ البورمي مجموعة واسعة من المعكرونة، والتي تعد في الحساء، والسلطات، أو غيرها من أطباق المعكرونة الجافة ويتم تناولها عادة خارج الغداء، أو كوجبة خفيفة. نودلز الأرز الطازجة والرفيعة التي تسمى مونت بات (မုန့်ဖတ်) أو مونت دي (မုန့်တီ)، تشبه التايلاندية خانوم تشين، وتتميز في طبق ميانمار الوطني، موهينجا. يحتوي المطبخ البورمي أيضًا على فئة من نودلز الأرز بأحجام وأشكال مختلفة تسمى نان، بما في ذلك نانجي (နန်းကြီး)، معكرونة سميكة تشبه الأودون؛ نانلات (နန်းလတ်)، نودلز الأرز متوسطة الحجم؛ نانثي (နန်းသေး)، نودلز الأرز الرقيقة؛ و نانبيا (နန်းပြား)، نودلز الأرز المسطحة. نودلز السيلوفان، تسمى كيازان (ကြာဆံ، "خيط اللوتس") والمعكرونة المصنوعة من القمح والتي تسمى خوك سوي (ခေါက်ဆွဲ)، غالبًا ما تستخدم في السلطات والحساء والبطاطا المقلية.

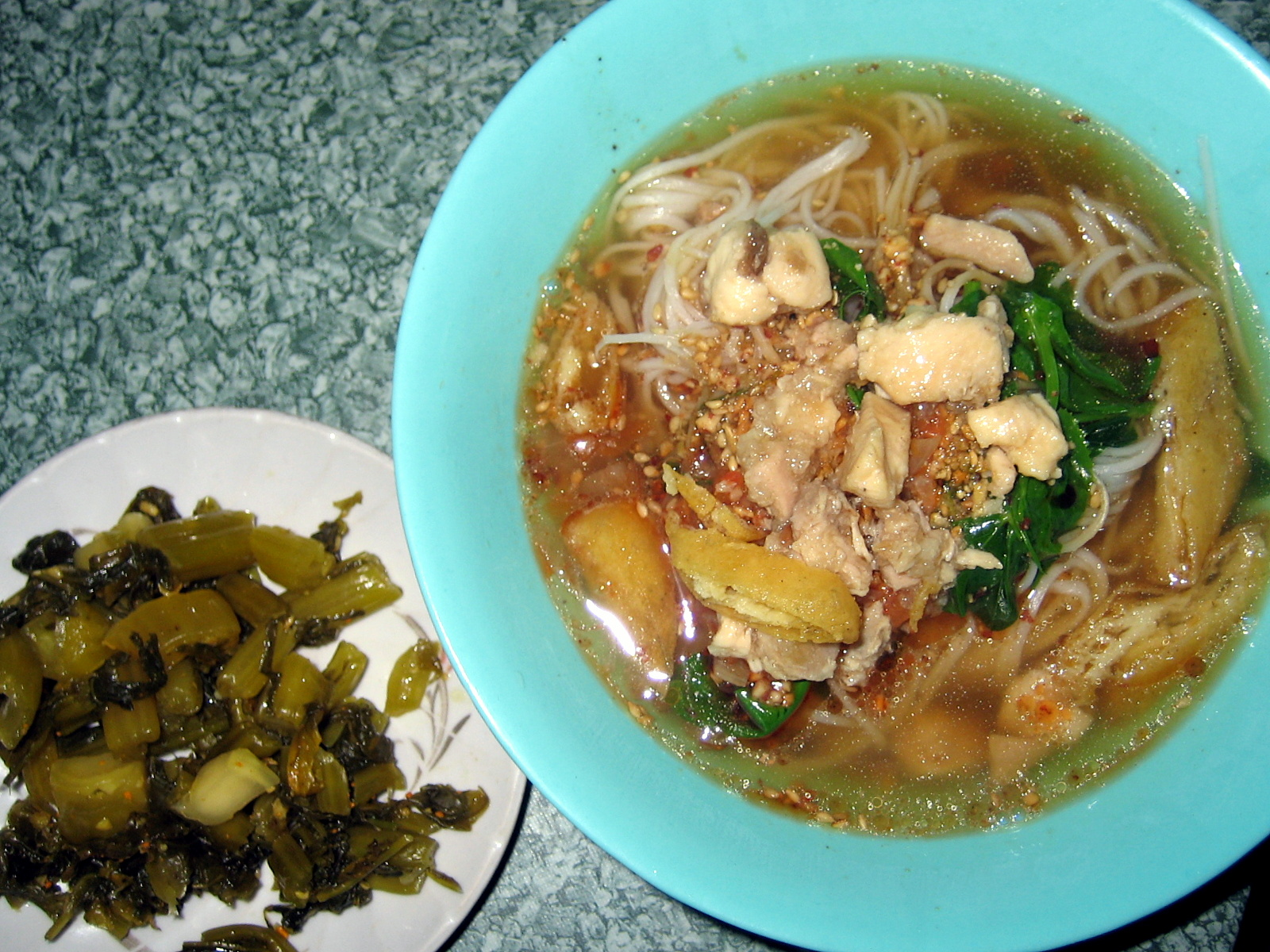
شان خاو سوي وفوك توفو، مع مونين جيان على الجانب

تشمل أطباق المعكرونة الجافة أو المقلية ما يلي:
- كات كي كايك (ကတ်ကြေးကိုက် [kaʔtɕígaɪʔ]، مضاءة.   "عض بالمقص") - طبق ساحلي جنوبي (من منطقة داوي) من نودلز الأرز المسطحة مع مجموعة متنوعة من المأكولات البحرية واللحوم البرية وبراعم الفاصوليا النيئة والفاصوليا والبيض المقلي. قابلة للمقارنة مع باد تاي[46]
- ميشاي (မြီးရှည် [mjíʃè]) - نودلز الأرز مع لحم الخنزير أو الدجاج، براعم الفاصوليا، جل دقيق الأرز، فطائر دقيق الأرز، مغطاة بصلصة الصويا، فول الصويا المملح، خل الأرز، زيت الفول السوداني المقلي، زيت الفلفل الحار، ومزينة بالبصل المقلي المقرمش والثوم المطحون والكزبرة والفجل الأبيض المخلل / الخردل الخضر
- مونت دي - طبق للوجبات السريعة مشهور واقتصادي للغاية حيث يتم تناول شعيرية الأرز إما مع بعض التوابل والحساء المحضر من نغابي، أو كسلطة مع مسحوق السمك وبعض التوابل.
- بانثاي خاو سوي (ပန်းသေးခေါက်ဆွဲ [páɴðé kʰaʊʔ sʰwɛ́]) - نودلز البيض الحلال مع كاري الدجاج المتبل. يرتبط الطبق بمجتمع بانثاي، وهي مجموعة من المسلمين الصينيين البورميين.[47]
- سيجيت خاوك سوي (ဆီချက်ခေါက်ဆွဲ [sʰìdʑɛʔ kʰaʊʔ sʰwɛ́]) - نودلز القمح مع البط أو لحم الخنزير وزيت الثوم المقلي وصلصة الصويا والبصل الأخضر المفروم. نشأ الطبق من المجتمع الصيني البورمي[48]

حساء المعكرونة تشمل:
- موهينجا (မုန့်ဟင်းခါး [mo̰ʊɴhíɰ̃ɡá]) - طبق وطني غير رسمي، مصنوع من نودلز الأرز الرقيقة الطازجة في مرق السمك مع البصل والثوم والزنجبيل وعشب الليمون ونواة ساق الموز الطرية، ويقدم مع البيض المسلوق وفطيرة السمك المقلية والفطائر البورمية.[49]
- اوهن نو خاوك سوي(အုန်းနို့ခေါက်ဆွဲ [ʔóʊɴno̰ kʰaʊʔsʰwɛ́]) - الدجاج بالكاري ونودلز القمح في مرق حليب جوز الهند. إنه مشابه لاكسا الماليزية وخاو سوي التايلاندي الشمالي[50]
- كياي أوه (ကြေးအိုး [tʃé ʔó]) - نودلز الأرز في مرق لحم الخنزير ومخلفاته والبيض، يتم تقديمه تقليديًا في وعاء نحاسي[51]
- كاوي خاو سوي (ကော်ရည်ခေါက်ဆွဲ [kɔ̀ jè kʰaʊʔ sʰwɛ́]) - المعكرونة والبط (أو لحم الخنزير) بالكاري مع مسحوق الخمس بهارات في مرق مع البيض، مقارنة باللور السنغافوري/الماليزي لور مي[52]
- مي سوان (မြူစွမ် [mjù swàɴ]) - نودلز القمح الرقيقة، المعروفة باسم ميسوا في سنغافورة وماليزيا. إنه خيار شائع للمعاقين، وعادةً ما يكون مع مرق الدجاج.
- شان خوك سوي (ရှမ်းခေါက်ဆွဲ [ʃáɴ kʰaʊʔsʰwɛ́]) - نودلز الأرز مع الدجاج أو لحم الخنزير المفروم، البصل، الثوم، الطماطم، الفلفل الحار، الفول السوداني المحمص المطحون، كرمة الثلج الصغيرة، تقدم مع فطائر التوفو، والخردل المخلل الخضر[53]سلطة السمبوسة في ماندالاي

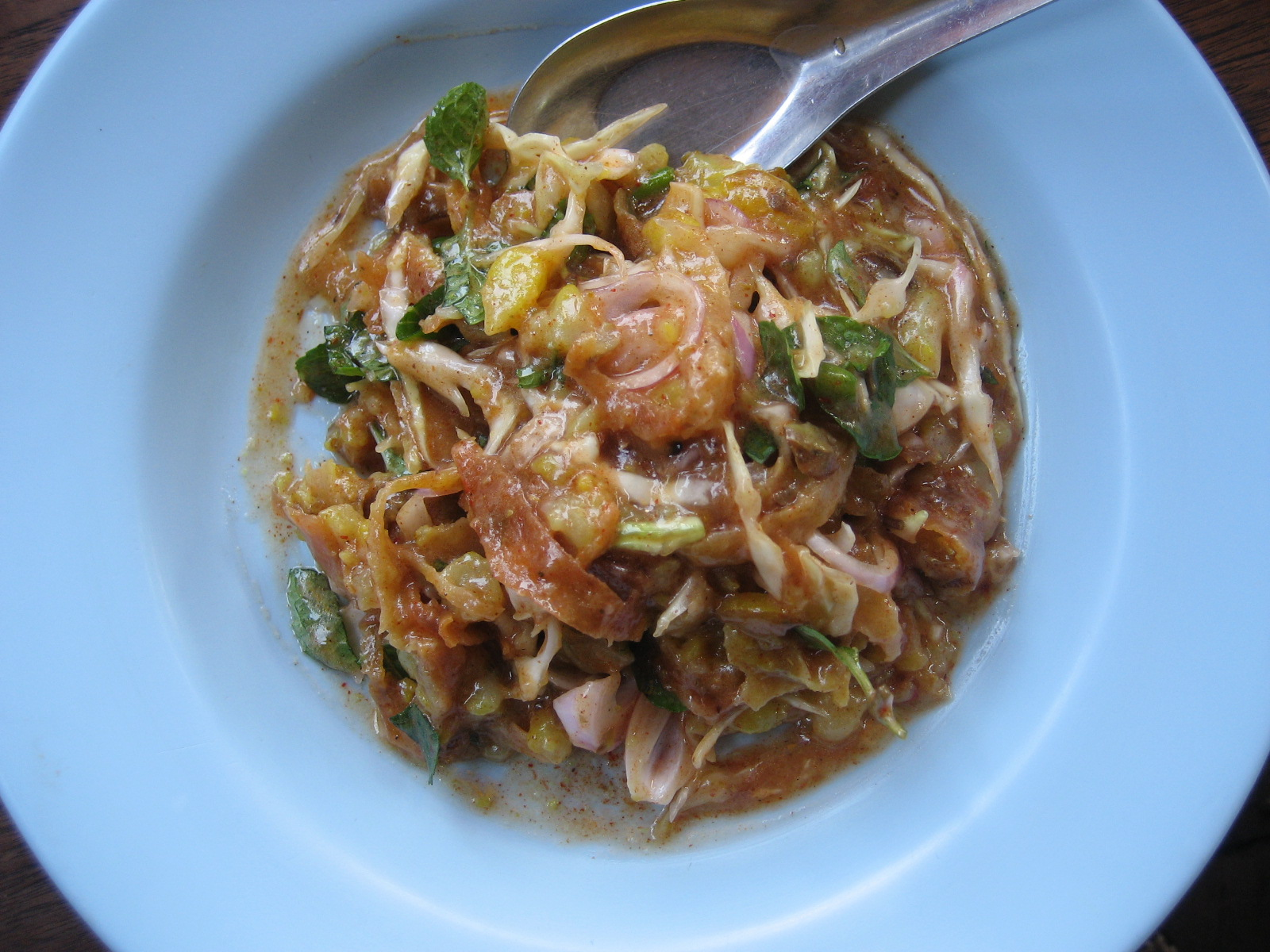
سلطة السمبوسة في ماندالاي

### السلطات
السلطات البورمية (အသုပ်؛ أثوك أو أثوك) هي فئة متنوعة من السلطات الأصلية في المطبخ البورمي. تتكون السلطات البورمية من مكونات مطبوخة ونيئة تخلط يدويًا لدمج وتوازن مجموعة واسعة من النكهات والقوام. يتم تناول السلطات البورمية كوجبات خفيفة مستقلة، وكأطباق جانبية مع الكاري البورمي، وكمقبلات.
- لهبت ثوك (လက်ဖက်သုပ် [ləpʰɛʔ ðoʊʔ]) - سلطة من أوراق الشاي المخللة مع البازلاء المقلية والفول السوداني والثوم والسمسم المحمص والثوم الطازج والطماطم والفلفل الأخضر والجمبري المجفف المطحون والزنجبيل المحفوظ ومتبل بزيت الفول السوداني وصلصة السمك و الليمون[4]
- جين ثوك (ချင်းသုပ်‌ [dʒɪ́ɰ̃ ðoʊʔ]) - سلطة من الزنجبيل المخلل مع بذور السمسم[4]
- خاوك سوي ثوك (ခေါက်ဆွဲသုပ် [kʰaʊʔsʰwɛ́ ðoʊʔ]) - سلطة نودلز القمح مع الجمبري المجفف والملفوف المبشور والجزر، مغطاة بزيت الفول السوداني المقلي وصلصة السمك والليمون.
- ليت ثوك سون (လက်သုပ်စုံ [lɛʔ θoʊʔzòʊɴ]) - يشبه هتامين ثوك مع البابايا الخضراء المبشورة والجزر المبشورة وطحالب البحر أوجونوري وغالبًا ما تكون شعيرية القمح
- نان جي ثوك (နန်းကြီးသုပ် [náɰ̃dʒí ðoʊʔ]) أو ماندالاي مونت دي، سلطة نودلز الأرز السميكة مع دقيق الحمص، الدجاج، كعكة السمك، البصل، الكزبرة، البصل الأخضر، الفلفل المجفف المطحون، يرتدي زيت البصل المقرمش المقلي، صلصة السمك و الليمون[54]
- سمبوسة ثوك (စမူဆာသုပ် [səmùsʰà ðoʊʔ]) - سلطة السمبوسة مع البصل والملفوف والنعناع الطازج والبطاطا بالكاري والماسالا ومسحوق الفلفل الحار والملح والليمون[55]
- كيا زان ثوك – سلطة الشعيرية الزجاجية مع الجمبري المسلوق وبيض البط المهروس بالكاري والبطاطس

### الكاري

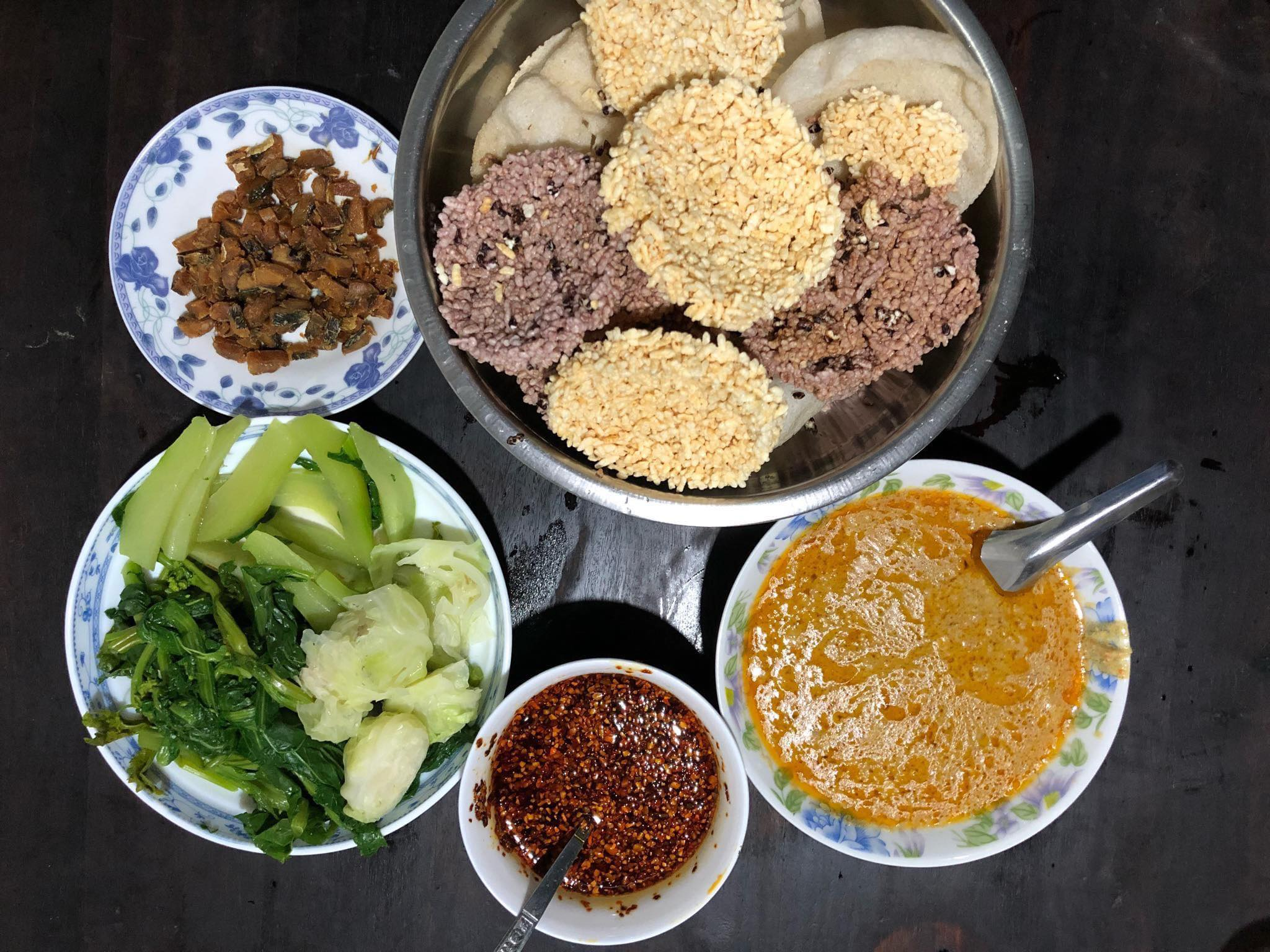
وجبة تقليدية على طراز الدانو تحتوي على مرق الكاري، وأقراص الأرز، وطبق ضروري من الخضار المسلوقة والصلصة.

الكاري البورمي يشير إلى مجموعة متنوعة من الأطباق في المطبخ البورمي التي تتكون من البروتين أو الخضار المطبوخة على نار خفيفة أو مطهية في قاعدة من العطريات. يختلف الكاري البورمي عمومًا عن الكاري في جنوب شرق آسيا (على سبيل المثال، الكاري التايلاندي) حيث يستخدم الكاري البورمي التوابل المجففة، بالإضافة إلى الأعشاب الطازجة والعطريات، وغالبًا ما يكون أكثر اعتدالًا. النوع الأكثر شيوعًا من الكاري يسمى سيبيان (ဆီပြန်؛ «عوائد الزيت»)، والتي تتميز بطبقة من الزيت تنفصل عن المرق واللحوم بعد طهيها. يحضر لحم الخنزير والدجاج والماعز والروبيان والأسماك بشكل شائع في الكاري البورمي.
- لحم الخنزير سيبيان (ဝက်သားဆီပြန်) - الكاري البورمي الكلاسيكي مع قطع دهنية من لحم الخنزير[57]
- دجاج سيبيان (ကြက်သားဆီပြန်) - الكاري البورمي الكلاسيكي، يقدم مع مرق سميك من العطريات.[40][4]
- كاري دجاج الباكيلورس (ကြက်ကာလသားချက်) - كاري دجاج أحمر ومائي مطبوخ مع كالاباش[58][40]
- حنة الماعز (ဆိတ်သားနှပ်) - كاري ماعز مطهو ببطء متبل بالماسالا، وعيدان القرفة، وورق الغار، والقرنفل.[59]
- نجا ثالوت باونج (ငါးသလောက်ပေါင်း [ŋəθəlaʊʔbáʊɴ]) - كاري من أسماك الهيلسا والطماطم، والتي تُطهى على نار خفيفة ببطء لإذابة عظام السمك.[60]
- كاري البيض (ဘဲဥချဥ်ရည်ဟင်း) - كاري حامض مصنوع من بيض البط أو الدجاج المسلوق، المطبوخ في معجون التمر الهندي والطماطم المهروسة[4]

### الحساء
في المطبخ البورمي، عادةً ما تصاحب الحساء وجبات تحتوي على الأرز والمعكرونة، وتقترن وفقًا لموازنة النكهات المتناقضة. يقدم الحساء ذو النكهة الخفيفة، المسمى هين جيو (ဟင်းချို)، مع أطباق أكثر ملوحة، في حين يقدم الحساء الحامض، المسمى تشينياي هين (ချဉ်ရည်ဟင်း)، مع الكاري البورمي الغني والدهني.
ثيزون شينياي (သီးစုံချဉ်ရည် [θízòʊɴ tʃìɴjè]، «حساء حامض من الخضار المتنوعة»)، مطبوخ مع أفخاذ، إصبع السيدة، باذنجان، فاصوليا خضراء، بطاطس، بصل، زنجبيل، فلفل حار مجفف، بيض مسلوق، مملح مجفف السمك ومعجون السمك والتمر الهندي، هو نسخة مرتفعة من تشينياي هين، ويقدم خلال المناسبات الاحتفالية.

### الحبوب الأخرى والخبز
عادة ما يتم تناول الخبز الهندي على الإفطار أو وقت تناول الشاي في ميانمار. بالاتا (ပလာတာ)، المعروف أيضًا باسم هتاتايا (ထပ်တစ်ရာ)، خبز مسطح مقلي مقرمش مرتبط بالبراثا الهندية، غالبًا ما يتم تناوله مع اللحوم بالكاري أو كحلوى مع رش السكر، بينما نانبيا (နံပြား)، خبز مسطح مخبوز، هو يتم تناوله مع أي من الأطباق الهندية. تشمل المفضلة الأخرى بوري (အာလူးပူရီ)، شباتي (ချပါတီ)، وأبام (အာပုံ).
أطباق أخرى تتكون من:

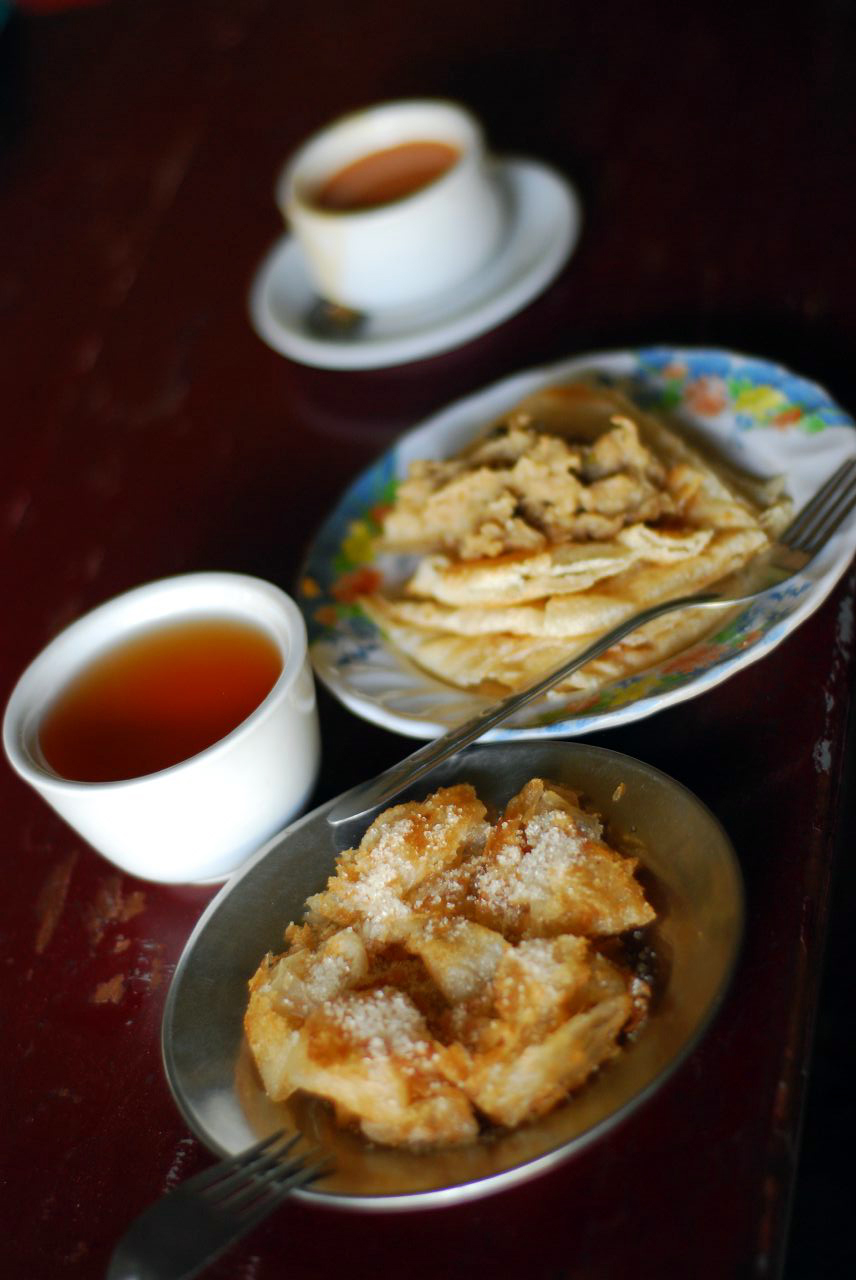
عادة ما يتم رش البالاتا بالسكر كحلوى أو وجبة خفيفة عند تناول الشاي.

- التوفو البورمي (ရှမ်းတို့ဟူး [ʃáɴ tòhú]) - توفو من أصل شان مصنوع من دقيق الحمص، يؤكل على شكل فطائر، في سلطة، أو في أشكال عصيدة
- سين كياو (အစိမ်းကြော် [ʔəséɪɴdʒɔ̀]) - الملفوف، القرنبيط، الجزر، الفاصوليا الخضراء، الذرة الصغيرة، دقيق الذرة أو نشا التابيوكا، الطماطم، صلصة الحبار[64]
- نغابي داونغ (ငါးပိထောင်း) - بهار حار على طريقة راخين مصنوع من نغابي المطحون والفلفل الأخضر
- نجا بونغ هتوكي (ငါးပေါင်းထုပ် [ŋəbáʊɴ doʊʔ]) - قطعة من الخضار والجمبري المطهوة على البخار على طريقة مون، ملفوفة في أوراق المورندا والموز[65]
- ذقن ويت ثا (ဝက်သားချဉ် [wɛʔ θə dʑɪ̀ɴ]) – لحم خنزير مفروم محفوظ على طريقة شان في الأرز[66]

### وجبات خفيفة
يحتوي المطبخ البورمي على مجموعة واسعة من الوجبات الخفيفة التقليدية التي تسمى مونت، بدءًا من الحلويات الحلوة إلى الأطعمة اللذيذة المطبوخة على البخار، أو المخبوزة، أو المقلية، أو المقلية، أو المسلوقة. الفطائر البورمية التقليدية، التي تتكون من الخضار أو المأكولات البحرية المقلية والمقلية، تؤكل أيضًا كوجبات خفيفة أو كطبقة.
تشمل الوجبات الخفيفة اللذيذة ما يلي:
- هبيت هتوك (lit.  "لف ورق"، ဖက်ထုပ် [pʰɛʔtʰoʊʔ]) - اللحم وورق المعجنات والزنجبيل والثوم ومسحوق الفلفل والملح. يقدم عادة مع الحساء أو المعكرونة.
- سمبوسة (စမူဆာ [səmùzà]) – سمبوسة على الطريقة البورمية مع لحم الضأن والبصل تقدم مع النعناع الطازج والفلفل الأخضر والبصل والليمون
- أسياخ فضلات لحم الخنزير البورمية (ဝက်သား တုတ်ထိုး [wɛʔθá doʊʔtʰó]) - فضلات لحم الخنزير المطبوخة في صلصة الصويا الخفيفة، وتؤكل مع الزنجبيل الخام وصلصة الفلفل الحار.
- هتماني (ထမနဲ [tʰəmənɛ́]) - حلوى مصنوعة من الأرز اللزج وجوز الهند المبشور والفول السوداني

تشمل الوجبات الخفيفة الحلوة ما يلي:

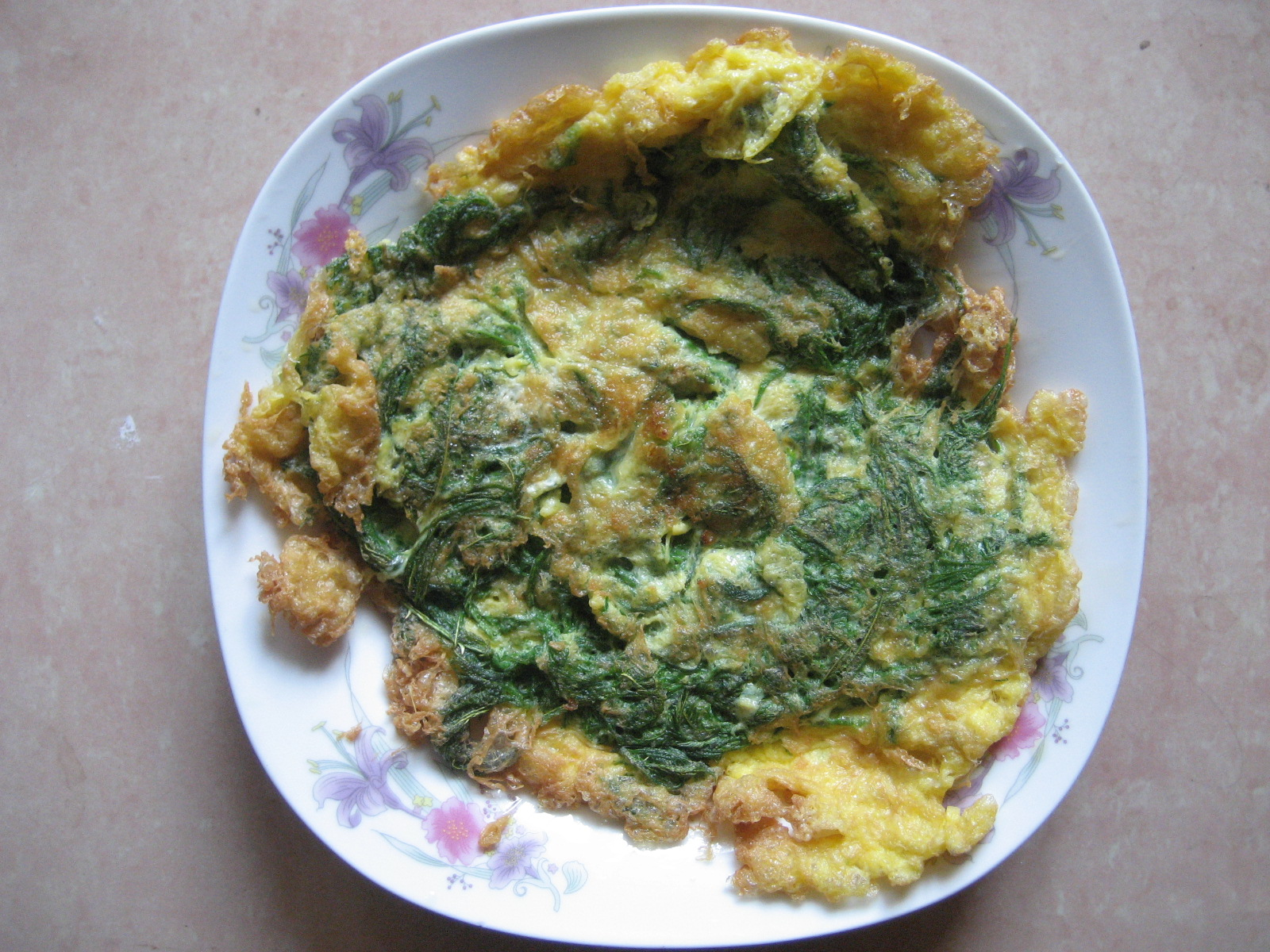
أومليت على الطريقة البورمية مقلية بأوراق السنط

- مونت ليت هساونج (မုန့်လက်ဆောင်း [mo̰ʊɴlɛʔsʰáʊɴ]) - التابيوكا أو نودلز الأرز والأرز اللزج وجوز الهند المبشور والسمسم المحمص مع شراب الجاجري في حليب جوز الهند.[68]
- سانوين ماكين (ဆနွင်းမကင်း [sʰà.nwɪ́ɴ məgɪ́ɴ]) - كعكة السميد مع الزبيب والجوز وبذور الخشخاش[4]
- شوي يين آيي (ရွှေရင်အေး [ʃwè jɪ̀ɴ ʔé]) - هلام أجار، التبيوكة والساغو في حليب جوز الهند
- باثين حلاوة (ပုသိမ်ဟာလဝါ [pəθèɪɴ ha̰ləwà]) - لحم حلو لزج مصنوع من الأرز اللزج والزبدة وحليب جوز الهند،[69] مستوحى من الحلوى الهندية
- هبالودا (ဖာလူဒါ [pʰàlùdà]) - ماء الورد، الحليب، جيلي جوز الهند، نشارة جوز الهند، تقدم أحيانًا مع كاسترد البيض والآيس كريم، على غرار الفالودة الهندية[4]
- نجابياو باونغ (ငှက်ပျောပေါင်း) - حلوى على طريقة مون من الموز مطهية في الحليب وجوز الهند، ومزينة بالسمسم الأسود.[70]
- ساو هلاينج مونت (စောလှိုင်မုန့်) - حلوى مخبوزة على طريقة راخين، مصنوعة من الدخن والزبيب وجوز الهند والزبدة

### الفواكه والفاكهة المحفوظة
ميانمار لديها مجموعة واسعة من الفواكه، معظمها من أصل استوائي. تؤكل الفاكهة عادة كوجبة خفيفة أو حلوى. في حين أن معظم الفواكه تؤكل طازجة، إلا أن القليل منها، بما في ذلك جينجكول، يتم غليه أو تحميصه أو طهيه بطريقة أخرى. وتشمل الفواكه الشعبية الموز والمانجو والبطيخ والبابايا والعناب والأفوكادو والليمون الهندي والجوافة. وتشمل الأنواع الأخرى البرقوق المريمي، والمانغوستين، والتفاح السكري، والرامبوتان، والدوريان، والجاكية، والليتشي، والرمان. يتم تناول بعض الفواكه، بما في ذلك المانجو الخضراء والخوخ والجوافة، تقليديًا قبل أن تنضج، وغالبًا ما تخلط مع مسحوق الفلفل الحار والملح.
الفاكهة البورمية المحفوظة، والتي تسمى يو (ယို)، يتم تناولها أيضًا بشكل شائع كوجبات خفيفة مستقلة. تشمل الأنواع الشائعة الفاكهة المحفوظة المصنوعة من التين والعناب والبرقوق المريمي والحمضيات والمانجو والأناناس والدوريان.
يزرع 300 صنف من المانجو في ميانمار، بما في ذلك سينتالون (စိန်တစ်လုံး، «ماسة واحدة»)، وما شيت سو (မချစ်စု)، وميا كياوك. (မြကျောက်، «حجر الزمرد»). يُزرع محلياً في ميانمار 13 نوعاً من الموز، منها الأصناف التالية:
- أحمر - يسمى محليًا شويني (ရွှေနီ، «أحمر ذهبي»)
- كافنديش القزم - يُطلق عليه محليًا htawbat (သီးမွှေး،  «الفاكهة العطرة»)
- ميسور - تسمى محليًا راخين (ရခိုင်)، حلوة ومستديرة الشكل[13]
- لاتوندان - تسمى محليًا htawbat (ထောပတ်، «زبدة»)

## المشروبات

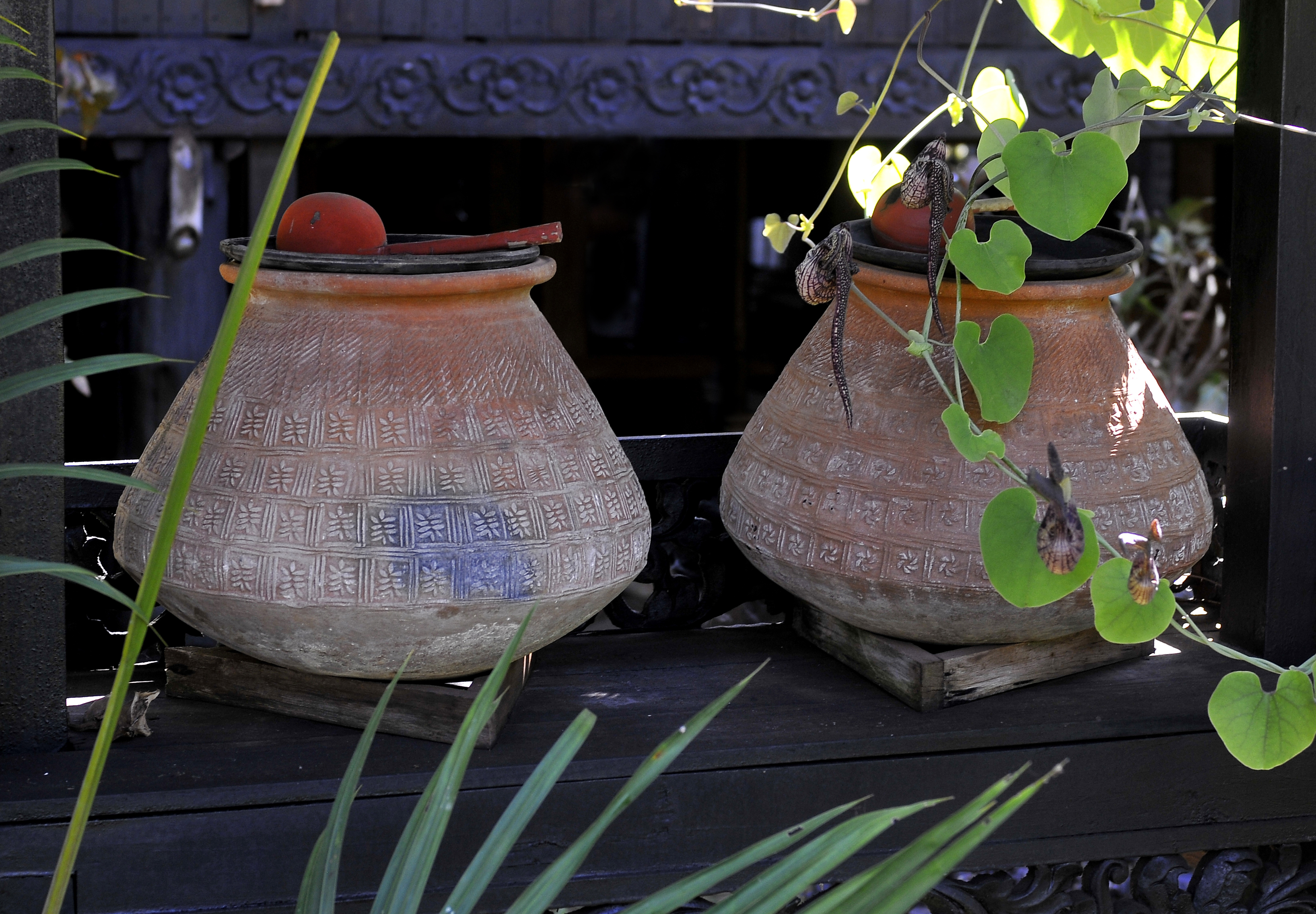
من الشائع رؤية الأواني الفخارية التي تحتوي على مياه الشرب في جميع أنحاء ميانمار، وتُترك للمسافرين والمارة لترطيبها.

الشاي هو المشروب الوطني لميانمار، مما يعكس تأثير البوذية ووجهات نظرها حول الاعتدال. يعتبر الشاي عنصرًا أساسيًا في ثقافة الطعام البورمية. يقدم الشاي الأخضر مجانًا عادةً لرواد المطاعم في المطاعم ومحلات الشاي على حدٍ سواء. العديد من الخلطات السائلة المصنوعة من الفواكه وحليب جوز الهند، بما في ذلك عصير قصب السكر، ومونت ليت هساونج (မုန့်လက်ဆောင်း) شائعة أيضًا. توجد أيضًا المشروبات المخمرة المحلية مثل نبيذ النخيل في جميع أنحاء البلاد. خلال الوجبة البورمية التقليدية، لا يتم تقديم المشروبات غالبًا؛ بدلاً من ذلك، المرطبات السائلة المعتادة هي مرق خفيف أو كونسومي يتم تقديمه من وعاء مشترك.

### الشاي البورمي
الشاي الأخضر العادي، ياي نواي جيان (ရေနွေးကြမ်း، أشعل. «ماء الشاي الخام»)، هو شكل شائع من أنواع الشاي الذي يشرب في ميانمار. تُزرع أوراق الشاي بشكل تقليدي في ولاية شان وولاية كاشين. شاي الحليب، المسمى لافيت ياي تشو (လက်ဖက်ရည်ချို)، المصنوع من أوراق الشاي الأسود المخمرة بقوة، والمحلى بنسبة مخصصة من الحليب المكثف والحليب المبخر، يحظى أيضًا بشعبية كبيرة.

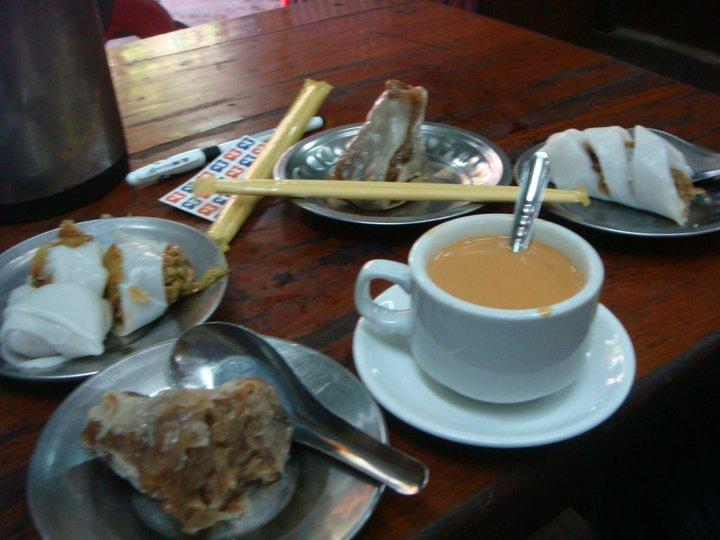
تقدم الوجبات الخفيفة في بيت الشاي البورمي إلى جانب الشاي بالحليب البورمي.

### الكحول
نبيذ النخيل، المسمى هتان ياي (ထန်းရည်)، مصنوع من النسغ المخمر لنخيل تودى، يُستهلك تقليديًا في المناطق الريفية في ميانمار العليا. المجتمعات العرقية، بما في ذلك كاشين وشان، تصنع أيضًا لغو محلي. تقوم العديد من الأقليات العرقية تقليديًا بتحضير المشروبات الكحولية باستخدام الأرز أو الأرز اللزج المسمى خونج (ခေါင်ရည်). يتم تخمير خونج شعوب تشين باستخدام بذور الدخن. تشمل أنواع البيرة المخمرة محليًا إيراوادي وماندالاي وميانمار وتايجر.